# Город Шахунья (бывш. городское поселение)
Город Шахунья — административно-территориальная единица в составе городского округа города Шахуньи Нижегородской области России. До 2011 года составлял городское поселение в рамках Шахунского района.
Административный центр — город Шахунья.

## Населенные пункты
| № | Населённый пункт  | Тип населённого пункта        | Население |
| - | ----------------- | ----------------------------- | --------- |
| 1 | Красный Кирпичник | посёлок                       | ↘150      |
| 2 | Шахунья           | город, административный центр | ↘17 626   |